# Lend Me Your Comb
"Lend Me Your Comb" is een nummer van de Amerikaanse zangeres Carol Hughes uit 1957. Een bekendere versie werd in december van dat jaar uitgebracht door Carl Perkins op de B-kant van zijn single "Glad All Over".

## Achtergrond
"Lend Me Your Comb" is geschreven door Kay Twomey, Fred Wise en Ben Weisman en in de versie van Carl Perkins geproduceerd door Sam Phillips. De originele versie van het nummer is opgenomen door de zangeres Carol Hughes en werd uitgebracht op het platenlabel Roulette Records. Zanger Bernie Knee bracht in dezelfde periode een versie van het nummer uit op Columbia Records. In december 1957 werd een versie van Carl Perkins, waarop hij wordt begeleid door zijn broer Jay, uitgebracht op de B-kant van zijn single "Glad All Over".
"Don't Ever Change" is gecoverd door The Beatles. Het nummer was onderdeel van hun live-optredens in de beginperiode van de band. Een versie, opgenomen in Hamburg op oudejaarsavond 1962, verscheen op het album Live! at the Star-Club in Hamburg, Germany; 1962. Op 2 juli 1963 namen zij een nieuwe versie op voor het BBC-radioprogramma Pop Go The Beatles, dat op 16 juli werd uitgezonden. Deze opname verscheen opvallend genoeg niet op het album Live at the BBC uit 1994, waarop meerdere nummers uit deze sessie stonden, maar kwam in 1995 uit op het compilatiealbum Anthology 1. In 2013 stond het ook op het album On Air – Live at the BBC Volume 2.